# Somebody to Love - Qualcuno da amare
Somebody to Love - Qualcuno da amare (Somebody to Love) è un film del 1994, diretto da Alexandre Rockwell ed interpretato da Rosie Perez, Harvey Keitel e Anthony Quinn.
La storia trae spunto dal capolavoro di Federico Fellini Le notti di Cabiria, con la sola differenza che la protagonista non è una prostituta, ma una ballerina.
È stato distribuito il 27 settembre 1996 negli USA.

## Trama
Mercedes è una giovane ballerina che lavora in un night club di Hollywood, il Girls.
Ella sogna di entrare nel mondo dello spettacolo, e per fare ciò intraprende una relazione con l'attore dilettante Harry Harrelson, il quale le nasconde inizialmente di essere sposato.
Innamorato di Mercedes è anche Ernesto, un giovane senza lavoro messicano invaghito di lei a tal punto da ridurre in fin di vita alcuni suoi rivali in amore. Mercedes, da sua parte, prova solo sentimenti di amicizia verso il giovane, tanto da ospitarlo in casa per alcuni giorni. Ernesto decide di affidarsi ad una sua amicizia legata alla malavita, il boss e commerciante ittico Emilio, il quale lo assume nella sua ditta e lo paga puntualmente. Con lo stipendio ricevuto da Emilio, il giovane messicano invita Mercedes ad una cena in un ristorante di classe. Harry, il quale invita in casa propria Mercedes, dicendole che le basterebbero 10 000 $ per rompere con la consorte e mettersi con lei. La moglie di Harry torna in casa all'improvviso, e l'attore è costretto a cacciare Mercedes in fretta e furia per non farsi scoprire.
Mercedes torna al locale notturno, dove incontra Ernesto ad aspettarla, e con il quale balla tutta la notte. Tornati a casa, i due hanno un rapporto sessuale, al fine del quale Ernesto dona a Mercedes una collana raffigurante la Madonna.
Saputo dei soldi necessari a Mercedes, Ernesto all'indomani si reca da Emilio per la concessione di un prestito ma l'uomo fa una proposta al giovane, il denaro in cambio dell'omicidio di un rivale in affari. Ernesto, in preda alla pazzia d'amore, giunge sul luogo della missione, e compie l'atroce omicidio, e tornando da Emilio riceve i soldi. Il giovane, si fa raggiungere da Mercedes in un caffè, dove le porge il danaro richiesto. La donna rifiuta i soldi e ridà la collana regalatagli a Ernesto. Mercedes si reca un attimo nei bagni, e qui ode due spari sordi, assieme alla clientela del locale esce in strada.
Poco più avanti dal marciapiede, giace Ernesto con due proiettili nel corpo, in un pozzo di sangue; l'omicidio del giovane è stato compiuto su commissione dai vertici del mafioso ucciso da Ernesto. La giovane, in preda alla disperazione, si accorge che l'uomo le ha messo i 10 000 $ nella borsa prima di venire ucciso.